# Prunus lundelliana
Prunus lundelliana — вид квіткових рослин з родини трояндових (Rosaceae). Ареал охоплює такі країни: Гватемала, Гондурас, Мексика (Чьяпас, Оахака).

## Середовище
Цей вид зустрічається у субтропічних/тропічних вологих гірських лісах, соснових лісах та дубових лісах на висоті 1275–2400 м. Первісне середовище існування сильно вирубане через інтенсивну вирубку лісів та розширення сільського господарства.

## Морфологічний опис
Це дерево середнього розміру, яке може сягати 14 метрів заввишки.

## Використання
Деревина Prunus lundelliana використовується для виготовлення жердин, ручок інструментів та дерев'яних опор для виноградних лоз.